# Das ewige Leben
Das ewige Leben ist der sechste Band der Brenner-Krimi-Reihe von Wolf Haas. Das Buch erschien 2003, wurde 2009 als Bühnenstück dramatisiert und 2014 verfilmt.

## Inhalt
Erstmals nach 30 Jahren wird Brenner in seiner Heimat, dem Grazer Stadtteil Puntigam, wieder ansässig – ausgerechnet in dem Moment, in dem sich die Situation um seine Ex-Polizeischulfreunde zuspitzt, mit denen ihn eine Jugendsünde verbindet. Die diesbezüglichen Andeutungen, die Leser der vorangegangenen fünf Bände bereits kennen, werden vertieft und münden in eine Kriminalhandlung, in die Brenner verwickelt wird und bei der – extremer noch als in Komm, süßer Tod – schwer zu entscheiden ist, ob er mehr Verfolgter oder Ermittelnder ist. Während Brenner den Showdown letztlich überlebt, wird der bisher unbekannte Ich-Erzähler der Brenner-Reihe erschossen.

## Theater und Film
Das Buch wurde von Pia Hierzegger für das Schauspielhaus Graz dramatisiert und am 22. Oktober 2009 ebendort uraufgeführt.
Verfilmt wurde der sechste Brenner-Krimi ab Mitte März 2014 in Graz. Die Regie übernahm erneut Wolfgang Murnberger, Brenner wird wieder von Josef Hader dargestellt. In weiteren Rollen sind auch Tobias Moretti, Nora von Waldstätten und Roland Düringer zu sehen. Der Film kam am 5. März 2015 in die Kinos.

## Hörspielbearbeitung
- Das ewige Leben, zweiteiliges Hörspiel mit Wolfram Berger, Erwin Steinhauer, Monica Weinzettl, Toni Böhm, Nicholas Ofczarek, Erhard Koren, Barbara Karlich, Peter Strauß, Rudolf Buczolich, Werner Wölbern u. a. Komposition: Otto Lechner / Bearbeitung und Regie: Götz Fritsch / ORF, BR 2006.

## Ausgaben
- Wolf Haas: Das ewige Leben. Hoffmann und Campe, Hamburg 2003, 224 Seiten, ISBN 978-3-455-02559-0
- Wolf Haas: Das ewige Leben. Piper, München 2004, 224 Seiten, ISBN 3-492-24095-X

## Sekundärliteratur
- Sigrid Nindl: Wolf Haas und sein kriminalliterarisches Sprachexperiment. Erich Schmidt Verlag, Berlin 2010, ISBN 978-3-503-09888-0